# Jakub Uhrowiecki
Jakub Uhrowiecki herbu Suchekomnaty (zm. w 1653 roku) – sędzia chełmski w latach 1652-1653, podstoli chełmski w latach 1644-1652.
Poseł na sejm 1641 roku, sejm 1645 roku.